# Disney Channel
Disney Channel (originalno nazvan The Disney Channel od 1983. do 1997. i često nazivan skraćeno Disney od 1997. do 2002. godine) američki pretplatnički kanal koji je glavni dio Disney Channels Worldwide dio Walt Disney Television produžnice The Walt Disney Company.
Disney Channelov program se sastoji od originalnih televizijskih serija, bioskopskih i televizijskih filmova i odabranog trećeg programa. Disney Channel — koji se ranije prikazivao kao preminum servis — originalno je emitirao program za cijelu obitelj tijekom 1980-ih i kasnije za mlađu djecu od 2000-ih. Većina originalnog programa Disney Channela namijenjen je djeci od 9 do 16 godina, dok je njihov Disney Junior kanal namijenjen za djecu mlađu od 8 godina.
Od siječnja 2016. Disney Channel dostupan je za oko 93,9 milijuna televizijskih kućanstava koja plaćaju televiziju (80,6% kućanstava s najmanje jednim televizijskim prijemnikom) u Sjedinjenim Državama.

## Povijest
Godine 1977, izvršni direktor Walt Disney Productions, Jim Jimirro, iznio je ideju o kabelskoj televizijskoj mreži koja bi sadržavala televizijske i filmske sadržaje koji dolaze iz studija. Disneyjev predsjednik Card Walker odbio je prijedlog, navodeći fokus tvrtke na razvoj Epcot centra u Walt Disney Worldu. Ideja je oživjela u studenom 1981., kada je Disney sklopio partnerstvo s Group W Satellite Communications. U rujnu 1982. godine, Grupa W povukla je interes za namjeravano zajedničko ulaganje zbog nesuglasica oko kreativne kontrole kanala i financijskih obveza koje bi Grupi W pripadale 50% troškova pokretanja usluge. Walt Disney Productions nastavili su s razvojem kanala uz pomoć predsjednika utemeljitelja Alana Wagnera i službeno su najavili pokretanje svog obiteljskog kablovskog kanala početkom 1983. godine.
The Disney Channel pokrenut je na nacionalnoj razini kao premium kanal u 19:00 po istočnom vremenu 18. travnja 1983. Kanal - koji je u početku održavao programski raspored po 16 sati dnevno, od 7:00 do 23:00. Istočno i pacifičko vrijeme - postat će dostupno dobavljačima kabela u svih 50 američkih država do rujna 1983., a do prosinca te godine prikupljali bi bazu od više od 611.000 pretplatnika; U listopadu 1983. kanal je debitirao svoj prvi napravljeni za kablovski film, Tiger Town, koji je tom kanalu osvojio nagradu CableACE. Kanal je postigao profitabilnost do siječnja 1985. godine, a njegov je program do tog trenutka dosegao 1,75 milijuna pretplatnika.
U rujnu 1990., TCI-ov Montgomery, Alabama, postao je prvi pružatelj kablova koji je kanal prenosio kao osnovnu kabelsku uslugu. Između 1991. i 1996., stalno povećavajući broj davatelja kablova počeo je prebacivati Disneyjev kanal s vrhunske ponude dodatka na njihove osnovne razine, bilo eksperimentalno ili stalno; međutim, rukovoditelji Walt Disney kompanije demantirali su bilo kakve planove pretvaranja kanala u osnovnu uslugu koja podržava oglas, navodeći da je smjena premija-osnovna kod nekih pružatelja usluga dio petogodišnje „hibridne“ strategije koja je pružateljima omogućila da ponude kanal na bilo koji način.
6. travnja 1997. kanal - koji je službeno preimenovan u jednostavno Disney Channel i do rujna 2002, alternativno identificiran samo kao "Disney" u on-line promocijama i mrežnim identifikacijama - podvrgnut je značajnom rebrandingu i uvođenju novog logotipa u obliku Mickey televizor u obliku uha u obliku dizajna Lee Hunt Associates. Programski gledano, održavao je programski format sličan onome koji je nosio kao cjelovitu premium uslugu; međutim, ciljna publika Disney Channel-a počela se više usmjeriti prema djeci, noću je i dalje odgovarala obiteljskoj publici. Disney Channel je također počeo prekide prekida zraka u emisijama radi promocije programa i Disneyjevih filmskih i kućnih video izdanja, smanjio je broj starijih filmova koji su se emitirali po njegovom rasporedu i počeo se baviti glazbenim programom više prema djelima popularnim pred-tinejdžerima i tinejdžerima. (koji uključuje glazbene videozapise i preusmjeravanje njegovih koncertnih specijala na mlađe i nadolazeće glazbenike popularne u toj demografskoj skupini). 23. kolovoza 1997. kanal je ponovo pokrenuo ploču filmskih filmova koji su napravljeni za televiziju - Originalni filmovi Disney Channel - uz Sjeverno svjetlo, zamijenivši prethodni natpis premijere Disney Channel Premiere Films. Disney Channel je također počeo povećavati svoj originalni razvoj programiranja, lansiravši s debitantskim singlom Flash Forward 1997. godine.
Kanal bi na kraju podijelio svoje programiranje u tri različita bloka: Playhouse Disney (koji je predstavljen u svibnju 1997., fokusirajući se na serije namijenjene djeci predškolske dobi), Vault Disney (koji je počeo kao noćni blok samo u nedjelju u rujnu 1997., prije nego što se proširio na sedam noći tjedan do kraja 1998., sa starijim Disneyjevim programima, stariji televizijski specijalci i neki stariji igrani filmovi pomaknuli su se iz dnevnog i pravog vremenskog razdoblja) i Zoog Disney (postava za vikend popodneva i večeri koja je ugođena antropomorfnim hibridnim likovima robota / vanzemaljaca nazvana " Zoogs "koja je predstavljena u kolovozu 1998. godine, kompromitirajući originalne i kupljene serije namijenjene tinejdžerima i tinejdžerima). Robna marka Zoog Disney kasnije bi se proširila i obuhvatila većinu dnevnog i večernjeg rasporeda kanala pod dnevnim i večernjim rasporedom kanala pod natpisom "Zoog Weekendz" u lipnju 2000. godine.
U 1999. godine Disney Channel počeo je nalagati da TV davatelji usluga koji su ga i dalje nudili kao premium usluga prebacuju kanal na svoje osnovne razine kanala, ili će odbiti produžiti ugovore o prijevozu s pružateljima usluga (poput Time Warner Cable i Comcast, posljednjeg velikog TV davatelji kanal nose kao uslugu platiša) koji su odlučili nastaviti ga nuditi kao dodatak svojoj usluzi. U jesen 2002. Disney Channel ukinuo je blokove Zoog Weekendz i Vault Disney - postupno je ukinuo marku "Zoog" i zamijenio posljednji blok nizom ponavljanja u isti dan izvornih i stečenih programa kanala - i smanjio svoju noćnu premijeru filmova s prikazivanja prosječno dvije do tri značajke na jednu jedinicu dnevno. Njegova izvorna programska ploča također se u velikoj mjeri oslanjala na sitcome uživo i animirane serije, bježeći od stvarnih serija i scenarijeve drame.
Originalni napori programa 2000-ih godina na kanalu doveli su i do marketinških napora da se zvijezde njegove serije preusmjere u glazbu kroz diskografske ponude sa sestrinskom glazbenom izdavačkom tvrtkom Hollywood Records, počevši od Hilary Duff, koja je postala prvi tinejdžerski idol kanala tijekom 2001–2011. 04 sitcom Lizzie McGuire. Uspjeh originalnog televizijskog filma iz 2003. godine Cheetah Girls doveo je do razvoja drugih originalnih programa tematske glazbe, uključujući hit originalnog filma High School Musical iz 2006. godine i sitcoma Hannah Montana (koja je pokrenula karijeru svoje zvijezde Miley Cyrus). Premijera High School Musical 2 od 17. kolovoza 2007. postala je najviše ocijenjeni ne-sportski program u povijesti TV-a osnovnog sloja i najpopularnija filmska premijera na snimanju (kao i najviše ocijenjena) televizijskog programa - u ljeto 2007. s besplatnim emitiranjem ili pretplatom - sa 17,2 milijuna gledatelja. 2012. godine Disney Channel završio je Nickelodeon-ov 17-godišnji pogon kao najcjenjeniji kabelski kanal u Sjedinjenim Državama i tako ostvario prvu pobjedu u ukupnom dnevnom gledanju među svim kablovskim mrežama, mjereno ACNielsen.

## Programiranje

### Biblioteka filmova
High School Musical 2 trenutno je najuspješniji DCOM u smislu popularnosti i priznanja, postavljajući osnovni kabelski rekord za pojedinačni najgledaniji televizijski program, jer je njegov debi iz kolovoza 2007. gledalo 17,2 milijuna gledatelja (računajući sport, ovo rekord je trajao do 3. prosinca 2007. godine emitiranja igre New England Patriots-Baltimore Ravens o korporativnom bratu ESPN-a u Monday Night Football, koju je pogledalo 17,5 milijuna gledatelja). Filmovi Cheetah Girls također su bili izuzetno uspješni u pogledu robe i prodaje za svoje koncertne turneje i zvučne zapise. Prvi film 2003. godine bio je prvi filmski mjuzikl snimljen za TV u povijesti Disney Channel-a i imao je preko 84 milijuna gledatelja širom svijeta. Drugi film bio je najuspješniji u seriji i privukao je 8,1 milijuna gledatelja u Sjedinjenim Državama. Koncertna turneja na 86 dana s predstavom grupe svrstana je u jedno od prvih 10 koncertnih turneja 2006. godine; turneja je oborila rekord u Houston Rodeo koji je 1973. postavio Elvis Presley, rasprodavši se sa 73.500 prodanih karata u tri minute.
Osim svojih filmova napravljenih za kablove, Disney Channel ima prava na kazališno objavljene dugometražne filmove, a neka filmska prava dijele sa sestrinskom mrežom Freeform. Uz filmove Walt Disney Studios Motion Pictures (koji se uglavnom sastoje od izdanja Walt Disney Pictures, Walt Disney Animation Studios i Pixar), kanal zadržava i prava na filmove iz drugih studija. Neki filmovi objavljeni u Bagdasarian Productions (poput The Chipmunk Adventure i Alvin and the Chipmunks Meet Frankenstein) također su emitirani na Disney Channelu, iako većina njih trenutno nije u vlasništvu Walt Disney Studios Motion Pictures.

### Programiranje blokova

#### Trenutno
- Disney Junior - "Disney Junior" je blok koji prikazuje predstave namijenjene djeci u dobi od 2 do 7 godina, a koji je predstavljen 14. veljače 2011.; emitira se od ponedjeljka do petka od 8:00 do 02:00. (6: 00–10: 00 sati tijekom ljetnih mjeseci, druga određena razdoblja pauze u školama i za velike praznike) i vikendima od 6:00 do 9:00 sati Istočno i pacifičko vrijeme (blok prvenstveno cilja predškolce kao uobičajenu metu Disney Channel-a publika pred-tinejdžera i mladih adolescenata u školi je tijekom određenog vremenskog perioda radnim danom). Izložbe uključuju Mickey Mouse Clubhouse, Mickey and the Roadster Racers, Puppy Dog Pals, Vampirina, Elena of Avalor, Sofia the First, Miles from Tomorrowland, The Lion Guard i Doc McStuffins.

#### Prijašnji
- Disney Night Time (Disneyjevo noćno vrijeme)- Kao vrhunski kanal od 18. travnja 1983. do 6. travnja 1997., Disney Channel predstavio je programe namijenjene starijoj roditeljskoj publici tijekom večernjih i noćnih sati pod naslovom "Disney Nighttime". Sadržaj viđen u tim blokovima bio je lišen seksualnog i nasilnog sadržaja. Programiranje tijekom Disney Nighttime uključivalo je i starije igrane filmove (slične onima u to vrijeme na American Movie Classics, i na kraju Turner Classic Movies, s miješanim naslovima Disneyjevih filmova i filmovima iz drugih filmskih studija), kao i originalne koncertne specijalitete (s umjetnici u rasponu od Ricka Springfielda do Jon Secade do Eltona Johna), specijalisti i dokumentarni filmovi.
- The Magical World of Disney (Čarobni svijet Disneyja) - koristi se kao kišobran za nedjelju navečer za filmove i specijalne emisije na Disney kanalu od 23. rujna 1990. do 24. studenog 1996., a izvorno se emitirao isključivo u nedjelju navečer u 19:00. Istočna / Pacific. Od 1. prosinca 1996. do 1999. godine The Magical World of Disney služio je kao cjelokupno markiranje noćnih večernjih linija filmova Disney Channel s početkom u 19:00. Istočna/Pacific.
- The American Legacy (Američka Ostavština) - istrčao je u utorak navečer u 21:00. Istočni/Tihi ocean od 7. siječnja 1992. do 27. kolovoza 1996. Prvobitno lansiran u čast 500. obljetnice otkrića Sjedinjenih Država, blok je sadržavao filmove, dokumentarne filmove i emisije o prilozima, povijesti i scenskim čudima narod.
- Toonin' Tuesday (Toonin' Utorak)- traje od 5. listopada 1993. do 27. kolovoza 1996., "Toonin' Tuesday" bio je tjedni programski blok s različitim animiranim programima. Svaki utorak od 18:00 do 21:00. Istočni / pacifički, "Toonin 'Tuesday" prikazivao je ponajprije animirane filmove i specijale (premda su reprize The Charlie Brown and Snoopy Show ponekad emitirane kao dio bloka). Blok je završio 27. kolovoza 1996. zbog promjena u programskom rasporedu kanala.
- Bonus! Thursday (Bonus! Četvrtak) - Od 7. listopada 1993. do 29. kolovoza 1996. Disney Channel vodio je tjedni programski blok pod nazivom "Bonus! Thursday" (ili ukratko "Bonus!") Koji se održavao svakog četvrtka od 5:00 do 21:00. Istočna / Pacific. U bloku su bili prikazani programi namijenjeni tinejdžerima, uključujući serije poput Kids Incorporated, The All-New Mickey Mouse Club, razne serijske filmove o Mickey Mouse Clubu (uključujući Teen Angel i Match Point) i Eerie Indiana, nakon čega su uslijedili filmovi i specijalci. Blok je završio 29. kolovoza 1996. zbog promjena u programskom rasporedu kanala.
- Totally Kids Only („TKO“; Totalno Samo Djeca) - jutarnja linija živih akcija i animiranih serija koja je postala robna marka za jutarnji i podnevni blok kanala (od 6:00 do 13:00 istočni / pacifički) namijenjen djeci u dobi od 2 do 8 godina u razdoblju od 1993. do travnja 1997. godine
- Triple Feature Friday (Petak s Trostrukim Igrama) - trčanje svakog petka s početkom u 17:00. Istočni / pacifički od 8. listopada 1993. do 30. svibnja 1997. prikazali su tri različita filma - ponekad neovisno o žanru svakog filma - koji su bili vezani za određenu temu.
- Disney Drive-in - pokreće se svake subote s početkom u 13:30. Istočni / pacifički od 8. listopada 1994. do 31. kolovoza 1996. prikazivali su Disneyjeve serije poput Zorro, Texas John Slaughter i Spin and Marty, nakon čega su slijedili Disneyjevi filmovi i specijalci. Blok je završio 31. kolovoza 1996. zbog promjena u rasporedu kanala.
- Block Party (Blok Stranka) - Od 2. listopada 1995. do 28. kolovoza 1996., četiri animirane serije koje su ranije emitirane u The Disney Afternoon (Disneyjevo popodne) (Darkwing Duck, TaleSpin, DuckTales i Chip 'n Dale Rescue Rangers) zajedno su renovirane na Disney Channelu kao dvosatni programski blok pod nazivom "Block Party" koji je emitiran radnim danom od 5:00 do 19:00 Istočna / Pacific. Brendiranje "Block Party" odbačeno je 3. rujna 1996., kad je Darkwing Duck uklonjen kao uvod u blok, a Goof Troop je dodan da bi okončao postavu. Ovaj neimenovani blok nastavio se emitirati u 1997. godinu.
- Playhouse Disney - dnevni program jutarnjeg programa namijenjen djeci predškolske dobi koji je debitirao 8. svibnja 1997., zamijenio je mješavinu emisija usmjerenih prema predškolcima i emisija namijenjenih starijoj djeci koja su se emitirala kao dio jutarnje linije Disney Channela. Blok je zaustavljen 13. veljače 2011. godine, a sutradan ga je zamijenio Disney Junior.
- Magical World of Animals (Čarobni svijet životinja) - jednosatni blok serija o divljini, namijenjen djeci koji je trajao od kolovoza 1997. do 1999. godine. Promoviran je kao izdanak čarobnog svijeta Disneyja i nedjeljnim večerima od 7:00 do 20:00 sati. Istočno vrijeme, blok se sastojao od dvije serije: Going Wild with Jeff Corwin i Omba Mokomba.
- Vault Disney - predstavljen je u rujnu 1997., pet mjeseci nakon prvog velikog rebranda Disney Channel, zamijenivši Disney Nighttime liniju. Izvorno emitiraju samo u nedjelju navečer od 21:00. do 6:00 sati po istočnom i pacifičkom vremenu, Vault Disney proširio se na sedam noći u tjednu u rujnu 1998. (izdanja bloka od ponedjeljka do subote u ovo doba emitirana od 23:00 do 6:00 sati istočno / pacifičko; početak vrijeme bloka kao cjeline premješteno je jednoliko u ponoć svakodnevno u rujnu 1999.). Vintage program koji se prikazivao tijekom rasporeda u kasnim noćnim satima promijenio se u samo televizijske serije i specijalne produkcije koje su producirali Disney (poput Zorroa, Spin i Martyja, The Mickey Mouse Club i Antologije Walt Disneyjeve televizijske serije), kao i starije Disneyjeve televizijske specijale. Stariji Disneyjevi igrani filmovi također su bili dio linije od 1997. do 2000. godine, ali emitovani u smanjenom kapacitetu. Na bloku je također prikazan Ink and Paint Club, antologijska serija s animiranim Disneyjevim kratkim kratkim hlačama, koja je nakon uklanjanja Quack Pack-a s rasporeda postala jedini preostali program na kanalu koji će prikazivati ove kratke hlače do 1999. godine. Kanal je prekinuo blok u rujnu 2002, u korist izvođenja ponavljanja svog originalnog i stečenog serijala u kasnim večernjim i noćnim satima (što je u usporedbi s Vault Disney-om usmjerenim prema odraslima) namijenjeno djeci i tinejdžerima, publici koja je obično spava u tom vremenskom periodu).
- Zoog Disney - pokrenut u kolovozu 1998., programski blok koji se izvorno emitirao samo vikendom popodne od 16:00. do 19:00 sati Istočna / Pacific. Domaćini bloka bili su "Zoogs", animirani antropomorfni roboti / vanzemaljski stvoreno-hibridni likovi s ljudskim glasovima (od kojih su neki djelovali poput tinejdžera). Blok je objedinio televiziju i internet, omogućujući komentare gledatelja i ocjene igrača online igara ZoogDisney.com koja se emitirala na kanalu tijekom redovitog programiranja u tiker formatu (koji je kanal nastavio koristiti nakon što je blok prekinut, međutim oznaka od svibnja 2010. gotovo je potpuno odustalo od korištenja programa uživo. Od rujna 2001. do kolovoza 2002., postava za poslijepodne i prijepodne u petak, subotu i nedjelju markirana je pod krovnim nazivom "Zoog Weekendz". Zoogovi su redizajnirani violončelom i odavali zrele glasove 2001. godine, iako su prepravljeni likovi Zooga prekinuti nakon manje od godinu dana; cijeli je blok Zoog Disney zaustavljen do rujna 2002.
- Disney Replay - "Disney Replay" bio je blok koji je predstavljen 17. travnja 2013., u kojem su sudjelovale epizode neispravne originalne serije Disney Channel koja je praizvedena između 2000. i 2007. (poput Lizzie McGuire, That’s So Raven i Hannah Montana). Zrakoplovnim srijedom navečer / rano ujutro u četvrtak (kao naklonost popularnom trendu društvenih medija "Bacanje Ĉetvrtka"), prvotno od 12:00 do 1:00 ujutro po istočnom i pacifičkom vremenu, blok se proširio na šest sati (traje do 6:00 am Eastern / Pacific) 14. kolovoza 2014. Programi prikazani na Disney Replay dodani su usluzi WATCH Disney Channel 16. kolovoza 2014. Blok je prekinut 28. travnja 2016. i premješten u Freeform s novim imenom: That’s So Throwback (To je tako Bačeno).
- Disney XD na Disney Channel - "Disney XD na Disney Channel" je obustavljena marka dva bloka koja emitira u petak i subotu navečer; animirani blok koji emitira petkom od 21:00. do 22:00 sata, prikazuju serije uglavnom ekskluzivne za Disney XD poput Star vs. the Forces of Evil, Zakon Milo Murphyja i DuckTales, te blok uživo izleta koji se emitira subotom od 10:00. do 11:00, emitiraju serije poput MECH-X4 i Walk the Prank. Prekinuta je s nosačem Disneyja XD-a koji je postao jednak vozilu Disney kanala.

## Sestrinski kanali

### Trenutni sestrinski kanali

#### Disney Junior
Na 26. svibnja 2010. godine, Disney-ABC Television Group najavila je pokretanje novog digitalnog kablovskog i satelitskog kanala namijenjenog djeci u dobi od 2 do 7 godina pod nazivom Disney Junior, a debitirao je 23. ožujka 2012. Disney Junior kanal - koji se sviđa Disney Channel (iako za razliku od Disney XD ili kanala koji je Disney Junior zamijenio, Soapnet), nije zaštićen komercijalnim sadržajem - natječe se s ostalim kablovskim kanalima koji koče predškolce kao što su Nick Jr., Qubo i Universal Kids. Kanal sadrži programe iz postojeće knjižnice predškolskog programiranja Disney Channel i filmove iz filmske biblioteke Walt Disney Pictures. Disney Junior preuzeo je kanalni kanal koji drži Soapnet - kablovski kanal u vlasništvu Disneyja sa sapunicama - zbog pada popularnosti tog žanra na radiodifuznoj televiziji i rasta videa na zahtjev, mrežnih streaminga i digitalnih video snimača, negirajući potrebu za linearni kanal posvećen žanru sapunice. Automatizirani Soapnet feed nastavio je postojati za davatelje koji još nisu sklopili ugovore o prijevozu za Disney Junior (poput Dish Network-a) i one koji su zadržali Soapnet kao dio njihove postave, a istovremeno su dodali Disney Junior kao dodatni kanal (kao što su DirecTV i Cox Communications); Nakon razdoblja tijekom kojeg davatelji kablova koji nisu htjeli odustati od mreže odmah su ga zadržali kako bi spriječili otkazivanje pretplatnika, Soapnet je 31. prosinca 2013. prestao s radom.
Bivši blok Playhouse Disney na Disney Channelu 14. veljače 2011 proglašen je za Disney Junior; 22 postojeća kablovska kanala i programski blok Playney Disney brendova izvan Sjedinjenih Država rebrenirana su pod imenom Disney Junior tijekom sljedeće dvije godine, zaključno s rebrandingom ruske i kineske verzije u rujnu 2013. Disney-ABC Television Group prethodno planirao pokrenuli su domaći Playhouse Disney Channel u SAD-u (koji bi služio istoj ciljanoj publici kao Disney Junior) 2001. godine, međutim, ova planirana mreža nikada nije pokrenuta, iako su se posvećeni Playhouse Disney Channels pokrenuli izvan Sjedinjenih Država.

#### Disney XD
Disney XD je digitalni kabelski i satelitski televizijski kanal u Sjedinjenim Državama, namijenjen dječacima i djevojčicama (izvorno namijenjen mladjoj muškoj publici) u dobi od 6 do 15 godina. Kanal je pokrenut 13. veljače 2009. i nasljednik je Toona Disneyja; nosi akcijsko i komično programiranje s Disney Channel-a i bivšeg bloka Jetix iz Toon Disney-a, zajedno s nekim prvotvornim originalnim programima i izvan-sindiciranim emisijama. Kao i njegov prethodnik Toon Disney, ali za razliku od matične mreže Disney Channel i njegovog sestrinskog kanala Disney Junior, Disney XD djeluje kao usluga koja podržava oglašavače. Kanal nosi isto ime kao nepovezani mini web mjesto i medijski uređaj na Disney.com, koji se zalagao za Disney Xtreme Digital, iako se kaže da "XD" u nazivu kanala nema stvarno značenje.

#### Disney+
Disney+ je pretplatnička video streaming usluga na zahtjev u vlasništvu i kojom upravlja odjeljak Direct-to-Consumer & International (DTCI) tvrtke The Walt Disney Company. Usluga uglavnom distribuira filmove i televizijske serije u produkciji The Walt Disney Studios i Walt Disney Television, posebno s uslužnim reklamnim sadržajima Disneyjevih Marvel, National Geographic, Pixar i Star Wars.

### Bivši sestrinski kanali

#### Toon Disney
Toon Disney predstavljen je 18. travnja 1998. (što se poklapa s 15. obljetnicom pokretanja matične mreže Disney Channel), a bio je namijenjen djeci u dobi od 6 do 18 godina. Glavni konkurenti mreže bili su Warner Bros./WarnerMedia Cartoon Network i Boomerang, te ViacomCBS/MTV Networks' Nicktoons. Toon Disney izvorno je radio kao komercijalna usluga od travnja 1998. do rujna 1999., kada je postao podržan oglašavačima (za razliku od Disney Channel-a). Kanal je nosio spoj ponovljenih animiranih programa Disney Television Animation proizvedenog od Disney Channel, zajedno s programima drugih proizvođača drugih distributera, animiranim filmovima i originalnim programima. Godine 2004. na kanalu je predstavljen program noćnog programa namijenjen djeci od 7 do 14 godina pod nazivom Jetix, koji je sadržavao akcijski orijentirane animirane i aktivne serije. Tijekom prve godine Toon Disneyja u eteru, Disney Channel vodio je u nedjelju navečer za zainteresirane pretplatnike blok uzorka programa Toon Disney. Mrežni nasljednik, Disney XD, kanal također namijenjen djeci, pokrenut je 13. veljače 2009. i sadrži širi spektar programiranja, s većim naglaskom na programima uživo.

## Druge usluge

### Usluge

#### Disney Channel HD
Disney Channel HD je simultani feed visoke razlučivosti Disney kanala koji emitira u 720p rezolucijskom formatu; feed se prvi put počeo emitirati 19. ožujka 2008. Većina izvornog programa kanala od 2009. proizvodi se i emitira u HD-u, zajedno s igranim filmovima, originalnim filmovima Disney Channel-a snimljenim nakon 2005. i odabranim epizodama, filmovima i serijama produciranim prije 2009. Disney XD i Disney Junior nude i svoje vlastite feedove visoke razlučivosti.

#### Disney Channel On Demand
Disney Channel On Demand je video usluga na zahtjev, koja nudi odabrane epizode originalne serije i Disney Junior programe, zajedno s odabranim originalnim filmovima i zakulisnim značajkama davateljima digitalnih kablova i IPTV-a.

#### DisneyNow
DisneyNow je usluga TV svugdje koja pretplatnicima na Disney Channel omogućava davatelji televizijskih usluga koji emitiraju televizijske programe uživo i na zahtjev.
Usluga je nasljednik izvorne usluge Disney Channel, TV Everywhere, "Gledajte Disney Channel", koja je pokrenuta u lipnju 2012 .; u rujnu 2017. Disney je zamijenio zasebne aplikacije za Disney Channel, Junior i XD novom aplikacijom poznatom kao DisneyNow.

### Bivši servis

#### Disney Family Movies
Obiteljski filmovi Disney je neispravna usluga pretplate na video pretplatu koja je pokrenuta 10. prosinca 2008. Usluga je ponudila ograničen izbor filmova i kratkih filmova iz kataloga Walt Disney Pictures filma uz naknadu od oko 5 do 10 USD mjesečno, što ga čini strukturom sličnim originalnom modelu Disney Channel-a kao premium usluzi. Disneyjevi obiteljski filmovi obustavljeni su 31. listopada 2019. prije pokretanja usluge video streaminga na zahtjev Disney+, koja nudi širi izbor filmova i nije ograničena na davatelje kabela na zahtjev.

## Kritike i kontroverze
Vidi još: Kritika tvrtke The Walt Disney Company
Anne Sweeney, koja je bila predsjednica Disney Channel-a od 1996. do 2014., našla se na meti kritika. Neki kritičari nisu odobravali marketinšku strategiju koja je izrađena za vrijeme njezinog mandata, što je rezultiralo u nagibu ciljne publike programa Disney Channel prema tinejdžerima, kao i smanjenju animiranog programa i povećanju emisija uživo -za TV filmove. U 2008, Sweeney je izjavio da će Disney Channel, koji je rezultat multi-platforme marketinške strategije korištenja televizije i glazbe, postati "glavni pokretač dobiti za Walt Disney Company".
Kanal je također povukao epizode (čak i kad je morao ponovo pokrenuti epizodu) u kojima su teme koje se smatraju neprikladnim zbog humora, vremena emitiranja epizode događajima iz stvarnog života ili teme smatrane neprikladnim za ciljanu publiku Disney Channel-a. U prosincu 2008., epizoda Hannah Montana "Bez šećera, šećera" povučena je prije emitiranja nakon pritužbi roditelja koji su tu epizodu pogledali putem videa na zahtjev usluga zbog zabluda u vezi s dijabetičarima i unosom šećera (otkriven je lik Olivera Okena iz Mitchel Mussoa u epizodi da mu je dijagnosticiran dijabetes tipa 1). Dijelovi te epizode naknadno su prepravljeni i ponovno snimljeni kako bi postali treća epizoda u sezoni "Pogoršani (Oliverov je u redu)", koja je emitirana u rujnu 2009.
U prosincu 2011. godine Disney Channel izvukao je epizode dviju svojih originalnih serija iz ciklusa emitiranja mreže - prvu sezonu Shake It Up, "Party It Up", i film So Sondom! epizoda "Colbie Caillat" - nakon što je Demi Lovato (zvijezda So Random! Roditeljska serija Sonny with Chance, koja se liječila od bulimije nervoze 2010. godine) prigovorila na Twitteru zbog viceva koji su predstavljeni u obje epizode (posebno epizoda Shake It Up) koji su stvorili svjetlost poremećaja prehrane. Dana 17. svibnja 2013., kanal je povukao "Odustajanje od hladne koale", epizodu Jessee u drugoj sezoni, prije zakazanog premijernog prikazivanja, zbog zabrinutosti roditelja oko scene u kojoj lik bez glutena dijetu dovodi do ismijavanja.

## Međunarodna
Disney Channel uspostavio je svoje kanale u raznim zemljama širom svijeta, uključujući Kanadu, Francusku, Južnu Afriku, Jugoistočnu Aziju, Hong Kong, Indiju, Australiju, Češku, Novi Zeland, Bliski Istok, Skandinaviju, Baltičke države, Ujedinjeno Kraljevstvo, Irsku, Španjolska, Portugal, Karibi, Nizozemska, Izrael, Rusija i Flandrija. Disney Channel također licencira svoje programiranje za emitiranje na nekim drugim emitiranim i kablovskim kanalima izvan Sjedinjenih Država (prethodno poput Family Channel u Kanadi) bez obzira na to postoji li u zemlji međunarodna verzija Disney Channel.